# 破地獄
破地獄，又稱「破獄」，為道教喪禮科儀法事之一，於香港流行。儀式多在「守夜」時，「誦經」之後，「遊十殿」和「過橋」之前進行。:169-193

## 由來
相傳源於民間傳說的目連救母故事，目連羅漢因見亡母在地獄受苦，遂求助於釋迦佛，得到佛的幫助而進入地獄，以禪杖打破地獄門，救出地獄中母親的亡魂。:145
據道教研究權威、香港中文大學宗教及文化研究系黎志添教授指出，在香港辦喪禮做破地獄的道士大多是廣東正一派喃嘸師傅，他們根據不同儀式和目的，按相應經本敷演儀式，祈求保境安民和陰安陽樂。不論是道教，還是佛教，喪禮做法事儀式都是用來超度亡魂，免除亡魂的罪責，不用在陰間受苦，並藉法事儀式的功德離開陰間，甚至早登仙界。在道教的「承負」觀中，前人惹禍，後人遭殃；前人積善，後人享福。一場法事的功德，既是拯救剛離世的亡者，也是清除祖先的罪孽，以免他們的餘殃留及子孫。
根據科儀本《先天斛食濟煉幽科》，道觀一般超度亡者脫離地獄，會施食（又稱「斛食」）和煉度，而非破地獄；施食為解除亡魂飢寒之苦，煉度為渡化亡者離開陰間登仙界，這有別於破獄要從深層地獄中攝召重罪亡魂。一般只有「罪大惡極，或年輕、意外身亡及自殺者」須進行破地獄；七老八十高壽者代表他今世積善德，縱有小過失，也不算是壞人，若是自然死亡，便毋必要破地獄，只需在超度儀式中為他誦經，以減輕他在陰間遭遇的淒苦。
黎指出，現實中有女道士會做超度破獄儀式。惟神明是聖潔之身，道士做法事要「請神」，則要保持淨身，例如須齋戒沐浴、思過念經，而道教認為經血是「濁氣」，故女道士做法事時須避免經期。不過黎說一場完整的「打齋」要通宵進行，考慮體能要求，不少喃嘸師傅認為這行業不適合女性。

## 儀式
香港習俗是道士（通常是六位道士，「小幽」則是四位道士，「坐三寶」或「坐三清」需要多達22位道士同場進行）在靈堂的地上，放上沾滿生油的紙元寶和寫上先人名的紙張，以九塊瓦片圍住，然後燃點，眾道士就會帶領先人的親友圍火堆誦經。轉數圈後，道士就會轉身先用含在嘴中的生油噴向火堆，並以長劍擊碎其中一塊瓦片。之後一眾道士以穿梭交錯繼續不停轉圈，直至所有瓦片被擊碎為止。儀式的最後部份，高功法師會手抱牌位跨過獄盤，象徵已帶領先人離開地獄。:175
另外，新界圍村會在喪禮打齋時行俗稱「圍村例」的儀式，包括於破地獄之前，進行「走五門」儀式，由喃嘸先生扮成土地公、地藏王、守門童子等角色，做一場尋找亡魂的喃嘸戲，再帶領孝子賢孫逐一穿越東南西北中地獄五門。 已故喃嘸先生梁承宗生前憶述，以往還有「走八門」儀式，但自1990年代初在屯門順風圍做過後，已沒有再做。從前圍村以耕田為生，較為窮困。出殯沒有走五門，也沒守夜，遺體直接從家中抬上山入土。後來圍村賣地富起來，凡是冤枉死、意外死，都會做出殯，請喃嘸師傅走五門，交通意外得到賠償的就一定做。近年因生活環境不同，會守夜，流行做走五門。:29-35

## 影視作品

### 電影
- 《破·地獄》（2024年）